# Кембел Хил (Илиноис)
Кембел Хил (енгл. Campbell Hill) град је у америчкој савезној држави Илиноис.

## Демографија
По попису из 2010. године број становника је 336, што је 3 (0,9%) становника више него 2000. године.
| Група             | 2000.       | 2010.       |
| Белци             | 331 (99,4%) | 330 (98,2%) |
| Афроамериканци    | 0 (0,0%)    | 0 (0,0%)    |
| Азијати           | 0 (0,0%)    | 1 (0,3%)    |
| Хиспаноамериканци | 1 (0,3%)    | 1 (0,3%)    |
| Укупно            | 333         | 336         |